# Solinger Vogel- und Tierpark
Koordinaten: 51° 9′ 39″ N, 6° 59′ 3″ O
Der Solinger Vogel- und Tierpark ist ein ganzjährig geöffneter rund 1,5 Hektar großer Tierpark in Solingen-Ohligs. Er liegt nordwestlich der Ohligser Heide am Hermann-Löns-Weg. Organisiert ist er als eingetragener Verein. Der Tierpark ist Namensgeber für die wenige hundert Meter entfernte S-Bahn-Station Solingen Vogelpark.

## Tierbestand
Der Tierbestand entwickelte sich aus dem ursprünglichen reinen Vogelpark zu einem gemischten Tierpark mit zahlreichen Haustieren. Daneben gibt es auch Klein-Raubtiere wie Nasenbären, Servale, Füchse, Marderhunde, Wildkatzen und Waschbären, Kängurus und Maras. Den größten Teil des Bestandes stellt weiterhin die Vogelwelt, darunter viele in Zoos selten gezeigte Arten von Papageien, exotische Singvögel, Kolkraben, Schildraben, verschiedene Eulenarten und Kappengeier.
Gezeigt werden rund 300 Tiere in 80 Arten.

## Geschichte
Der Tierpark wurde 1927 in der damals noch selbstständigen Gemeinde Ohligs gegründet.
In den 1980er Jahren stand der Park mangels Vereinsmitgliedern kurz vor dem Aus, er konnte aber gerettet werden und die meisten alten Gehege und Käfige wurden erneuert. Im Mai 2009 wurde aufgrund hoher Schulden des Vereins Insolvenz angemeldet, der Betrieb wird vom Freundeskreis aufrechterhalten.